# Alastair Gordon
Alastair Gordon (født 8. december 1976 i Sydney) er en australsk tidligere roer.
Gordon roede primært otter, og det var denne bådtype, han var med ved VM til at vinde bronze i. Ved OL 2000 i Sydney vandt australierne deres indledende heat, men måtte i finalen bøje sig for Storbritannien, der vandt guld men næsten et sekunds forspring til australierne på andenpladsen, mens Kroatien tog bronzemedaljerne. Resten af den australske båd bestod af Christian Ryan, Nick Porzig, Rob Jahrling, Mike McKay, Stuart Welch, Daniel Burke, Jaime Fernandez og styrmand Brett Hayman.

## OL-medaljer
- 2000:  Sølv i otter